# Креси (спортивний клуб)

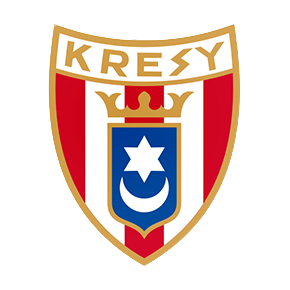

«Креси» (пол. Kresy) — польський спортивний клуб з Тернополя, що діяв у 1907—1939 та 1941—1944 роках. У 1944 році клуб ліквідувала радянська влада.

## Історія
Назва клубу походить від назви «Східні креси», яку поляки використовували для позначення «східних окраїн» Другої Польської Республіки (1921—1939): це — сучасні території західної України, західної Білорусі та Литви.
Заснований у 1907 році під керівництвом професора А. Мединського як «таємний» клуб для гри у футбол; зареєстрований у 1909 році.
Однойменний футбольний клуб — учасник чемпіонатів Польщі у 1920—1930-і. 1931 об'єднаний із військово-спортивним клубом 54-го полку піхоти, який дислокувався в Тернополі.
При клубі діяли легкоатлетичні, тенісні, футбольні, плавання, веслування та інші секції.
Діяльність сприяла пропаганді польських імперських інтересів, влада всебічно підтримувала.
У 1939 радянська влада заборонила «Креси». 1941—1944 діяльність клубу відновлена; остаточно ліквідований у 1944 році.

### Футбол
У 1910 році «Поділля» відігралося зі дві перші поразки — перемога над «Кресами» з рахунком 9:1. Під час матчу гравець «Кресів» стрибнув на одного з суперників та завдав йому важкої травми, тому представник «Поділля» професор Семен Сидоряк радив більше не грати з суперниками.
«Креси», як і инші тернопільські клуби, входили до Львівського окружного футбольного союзу. Місця за сезонами:

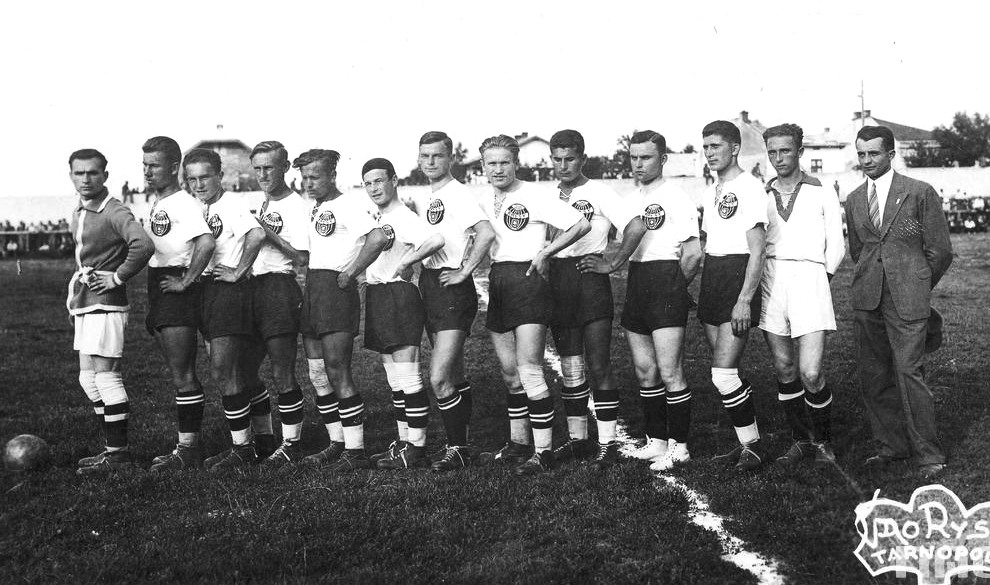
Футбольна команда «Кресів» (1934)

- 1921 — клас C, група Тернопіль: 1 місце
- 1922 — клас B, група Тернопіль-Станиславів: 2 місце
- 1923 — клас B: 6 місце
- 1925 — клас B, група Тернопіль: 4 місце
- 1926 — клас B, група Тернопіль: 2 місце
- 1927 — клас B, група Тернопіль: 1 місце
- 1928 — клас B, група Тернопіль: 2 місце
- 1929 — клас B, група Тернопіль: 2 місце
- 1930 — клас B, група Тернопіль: 3 місце
- 1931 — клас B, група Тернопіль: 2 місце
- 1932 — клас B, група Тернопіль: 4 місце
- 1933 — клас B, група Тернопіль: 2 місце

1934 року створено Львівську окружну лігу (розширено колишній клас A), а з сезону 1936/37 колишній клас B (територіальні групи) остаточно перейменовано на клас A:
- 1934 — клас B, група Тернопіль: 2 місце
- 1935 — клас A, група Тернопіль: 4 місце
- 1936 — клас B, група Тернопіль: 1 місце
- 1936/37 — клас A, група Тернопіль: 1 місце
- 1937/38 — клас A, група Тернопіль: 2 місце
- 1938/39 — клас A, група Тернопіль: 2 місце

«Креси» поряд з єврейським «Єгудою» були лідером тернопільського футболу міжвоєнних років, але в боротьбі за перше місце тернопільської групи «Креси» часто поступались клубу «Яніна» (Золочів).

### Хокей
Команда брала участь у змаганнях першості Львівської округи.